# 青岚湖
青岚湖是一个位于中国江西省南昌市进贤县与南昌县的湖泊，湖泊大体上来说是两个县域的边界，面积约为36平方千米，平均水深约为2.5—5米。